# 川田弥一郎
川田 弥一郎（かわだ やいちろう、1948年10月2日 -）は、日本の小説家。医師。本名は田上鑛一郎。
三重県松阪市出身。名古屋大学医学部卒業。1992年『白く長い廊下』で第38回江戸川乱歩賞を受賞し、乱歩賞受賞作品の中で初めての医療系ミステリー小説となった。医療系ミステリーの執筆については、医学部という学歴と医師という職歴が影響しているといえる。
『江戸の検屍官』シリーズは高瀬理恵の作画で漫画化されている（小学館『ビッグコミック』不定期掲載）。

## 著作
- 白く長い廊下 （講談社、1993年 のち文庫）
- 白い狂気の島 （講談社、1993年 のち文庫）
- 最後の審判 （講談社ノベルス、1993年）
- 惨劇シリーズ
  - 赤い病院の惨劇 （祥伝社、1994年）
  - 青い水族館の惨劇 （祥伝社、1996年）
  - 黒い嵐の惨劇 気象予報士の罠 （祥伝社、2000年）
- 赤い闇 女医者おげん謎解き控 （祥伝社、1994年 「闇医おげん謎解き秘帖」文庫）
- 死の人工呼吸 （講談社、1994年 のち文庫）
- 逆転検屍 女医・権葉悠海子の事件簿 （トクマノベルス、1995年）
- 惨劇のアテナイ （講談社、1995年）
- 戦慄の脳宇宙 （角川書店、1995年）
- ローマを殺した刺客 （徳間書店、1995年）
- 検屍官シリーズ
  - 江戸の検屍官シリーズ
    - 江戸の検屍官 北町奉行所同心北沢彦太郎謎解き秘帖 （祥伝社、1997年 のち文庫）
    - 銀簪の翳り （読売新聞社、1997年 のち中公文庫）
    - 江戸の検屍官 闇女 （講談社、2000年 のち文庫）
    - 江戸の検屍官 女地獄 （ハルキ文庫、2001年）

  - 平安京の検屍官 検非違使・坂上元継の謎解き帖 （祥伝社、1998年）
  - 宋の検屍官 中国法医学事件簿 （祥伝社、1999年）
  - モダン東京の検屍官 銀座カフェ女給連続怪死事件 （双葉社、2001年）